# Leslie Kong
Leslie Kong (* 20. Dezember 1933 in Kingston; † 9. August 1971 ebenda) war ein jamaikanischer Musikproduzent chinesischer Abstammung.

## Leben und Werk
Er war der Erste, der das große musikalische Talent Bob Marleys entdeckte. Bobs erste Songs Judge Not und One Cup of Coffee erschienen auf Kongs Label. Jedoch kam es 1964 bereits wieder zum Bruch zwischen Leslie Kong und Bob Marley & The Wailers, da Kong Marley nach dessen zweitem Song nicht mehr bezahlen wollte. Weitere Gruppen und Musiker, die von Kong produziert wurden, sind Desmond Dekker & The Four Aces, Jimmy Cliff, The Pioneers und Toots & the Maytals.
Im August 1971 starb Kong an Herzversagen.

## Produktionen (Auswahl)
Von Leslie Kong produzierte Schallplatten erschienen auf dem Musiklabel Beverley’s Production.
- 1962: Judge Not von Robert Marley & Beverley’s All-Stars
- 1962: One Cup of Coffee von Bob Marley
- 1966: Tougher Than Tough (Rudie in Court) von Derrick Morgan
- 1967: 007 (Shanty Town) von Desmond Dekker & The Aces
- 1968: Do The Reggay von Toots & the Maytals
- 1969: Israelites von Desmond Dekker & The Aces
- 1969: Long Shot (Kick De Bucket) von The Pioneers
- 1970: You Can Get It If You Really Want von Jimmy Cliff bzw. Desmond Dekker
- 1970: Rivers of Babylon von The Melodians
- 1971: Stop That Train von Bob Marley & The Wailers

## Filmografie
- The Harder They Come, Regie: Perry Henzell, Jamaika 1972.